# 120324 Falusandrás
A 120324 Falusandrás (ideiglenes jelöléssel (120324) 2004 MV3) a Naprendszer kisbolygóövében található aszteroida. Sárneczky Krisztián fedezte fel 2004. június 21-én.

## Kapcsolódó szócikk
- Kisbolygók listája (120001–120500)